# Stanley-kupa-győztesek listája
A Stanley-kupáért a National Hockey League csapatai versengenek és a rájátszás győztese nyeri el. A kupát 1892-ben ajánlotta fel Frederick Stanley (Lord Stanley of Preston), aki a Governor General of Canada tisztséget töltötte be akkoriban és nagy jégkorongrajongó volt. 1893-ban már ki is írták az első kupa sorozatot. Ez a legrégebbi kupa az észak-amerikai sportligákban.

## Challene Cup korszak (1893–1914)
| Dátum                                | Győztes csapat              | Edző                       | Vesztes csapat                                   | Rájátszás formája                                            | Eredmény                             | Győztes góllövő                                 |
| ------------------------------------ | --------------------------- | -------------------------- | ------------------------------------------------ | ------------------------------------------------------------ | ------------------------------------ | ----------------------------------------------- |
| 1893. március 17.                    | Montréal Hockey Club (AHAC) | Harry Shaw (menedzser)     | 1893-as AHAC-bajnok, nem volt kihívó             | 1893-as AHAC-bajnok, nem volt kihívó                         | 1893-as AHAC-bajnok, nem volt kihívó | 1893-as AHAC-bajnok, nem volt kihívó            |
| 1894. március 22.                    | Montréal Hockey Club (AHAC) | Harry Shaw (menedzser)     | Ottawa HC (AHAC)                                 | Egyenes kieséses rendszer (1894-es AHAC-szezon)              | 3–1                                  | Billy Barlow (9:00, harmadik harmad)            |
| 1895. március 8.                     | Montréal Victorias (AHAC)   | Mike Grant (kapitány)      | 1895-ös AHAC-bajnok                              | 1895-ös AHAC-bajnok                                          | 1895-ös AHAC-bajnok                  | 1895-ös AHAC-bajnok                             |
| 1895. március 9.                     | Montréal Hockey Club (AHAC) | Harry Shaw (menedzser)     | Queen’s University (OHA)                         | Egyenes kieséses rendszer                                    | 5–1                                  |                                                 |
| 1896. február 14.                    | Winnipeg Victorias (MHA)    | Jack Armytage (kapitány)   | Montréal Victorias (AHAC)                        | Egyenes kieséses rendszer                                    | 2–0                                  | Jack Armytage (10:00, első félidő)              |
| 1896. február 29.                    | Winnipeg Victorias (MHA)    | Jack Armytage (kapitány)   | 1896-os MHA-bajnok                               | 1896-os MHA-bajnok                                           | 1896-os MHA-bajnok                   | 1896-os MHA-bajnok                              |
| 1896. december 30.                   | Montréal Victorias (AHAC)   | Mike Grant (kapitány)      | Winnipeg Victorias (MHA)                         | Egyenes kieséses rendszer                                    | 6–5                                  | Ernie McLea (28:00, második félidő)             |
| 1897. március 6.                     | Montréal Victorias (AHAC)   | Mike Grant (kapitány)      | 1897-es AHAC-bajnok                              | 1897-es AHAC-bajnok                                          | 1897-es AHAC-bajnok                  | 1897-es AHAC-bajnok                             |
| 1897. december 27.                   | Montréal Victorias (AHAC)   | Mike Grant (kapitány)      | Ottawa Capitals (CCHA)                           | Egyenes kieséses rendszer                                    | 15–2                                 |                                                 |
| 1898. március 5.                     | Montréal Victorias (AHAC)   | Frank Richardson, játékos  | 1898-as AHAC-bajnok                              | 1898-as AHAC-bajnok                                          | 1898-as AHAC-bajnok                  | 1898-as AHAC-bajnok                             |
| 1899. február 15–18.                 | Montréal Victorias (CAHL)   | Frank Richardson, játékos  | Winnipeg Victorias (MHA)                         | Két mérkőzés, összes gól                                     | 5–3                                  | Robert MacDougall (második félidő)              |
| 1899. március 4.                     | Montréal Shamrocks (CAHL)   | Barney Dunphy              | 1899 CAHL-bajnok                                 | 1899 CAHL-bajnok                                             | 1899 CAHL-bajnok                     | 1899 CAHL-bajnok                                |
| 1899. március 14.                    | Montréal Shamrocks (CAHL)   | Barney Dunphy              | Queen's University (OHA)                         | Egyenes kieséses rendszer                                    | 6–2                                  | Harry Trihey                                    |
| 1900. február 12–15.                 | Montréal Shamrocks (CAHL)   | Barney Dunphy              | Winnipeg Victorias (MHA)                         | 2 győzelemig tartó párharc                                   | 2–1                                  | Harry Trihey (második félidő)                   |
| 1900. március 7.                     | Montréal Shamrocks (CAHL)   | Barney Dunphy              | Halifax Crescents (MaPHL)                        | 2 győzelemig tartó párharc                                   | 2–0                                  | Joe McKenna                                     |
| 1900. március 10.                    | Montréal Shamrocks (CAHL)   | Barney Dunphy              | 1900-as CAHL-bajnok                              | 1900-as CAHL-bajnok                                          | 1900-as CAHL-bajnok                  | 1900-as CAHL-bajnok                             |
| 1901. január 29–31.                  | Winnipeg Victorias (MHA)    | Dan Bain (kapitány)        | Montréal Shamrocks (CAHL)                        | 2 győzelemig tartó párharc                                   | 2–0                                  | Dan Bain (4:00, hossz.)                         |
| 1901. február 19.                    | Winnipeg Victorias (MHA)    | Dan Bain (kapitány)        | Winnipeg HC (MHA)                                | Egyenes kieséses szakasz (1901-es MHA-bajnokság)             | 4–3                                  |                                                 |
| 1902. január 21–23.                  | Winnipeg Victorias (MHA)    | Dan Bain (kapitány)        | Toronto Wellingtons (OHA)                        | 2 győzelemig tartó párharc                                   | 2–0                                  | Fred Scanlon (9:00, második félidő)             |
| 1902. március                        | Winnipeg Victorias (MHA)    | Dan Bain (kapitány)        | 1902-es MHA-bajnok                               | 1902-es MHA-bajnok                                           | 1902-es MHA-bajnok                   | 1902-es MHA-bajnok                              |
| 1902. március 13–17.                 | Montréal Hockey Club (CAHL) | Clarence McKerrow          | Winnipeg Victorias (MHA)                         | 2 győzelemig tartó párharc                                   | 2–1                                  | Jack Marshall (első félidő)                     |
| 1903. január 29–31. február 2–4.     | Montréal Hockey Club (CAHL) | D. Browne                  | Winnipeg Victorias (MHA)                         | 2 győzelemig tartó párharc                                   | 2–1                                  | Tom Phillips                                    |
| 1903. március 7–10.                  | Ottawa HC (CAHL)            | Alf Smith                  | Montréal Victorias (CAHL)                        | 2 mérkőzés, több lőtt gól (1903-as CAHL-bajnokság rájátszás) | 9–1                                  | Suddy Gilmour (4:34, első félidő, 2. mérkőzés)  |
| 1903. március 12–14.                 | Ottawa HC (CAHL)            | Alf Smith                  | Rat Portage Thistles (MNWHA)                     | 2 mérkőzés, több lőtt gól                                    | 10–4                                 | Frank McGee (8:20, első félidő)                 |
| 1903. december 30. 1904. január 1-4. | Ottawa HC (CAHL)            | Alf Smith-játékos          | Winnipeg Rowing Club (MHA)                       | 2 győzelemig tartó párharc                                   | 2–1                                  | Frank McGee (11:00, második félidő)             |
| 1904. február 23-25.                 | Ottawa HC                   | Alf Smith-játékos          | Toronto Marlboros (OHA)                          | 2 győzelemig tartó párharc                                   | 2–0                                  | Arthur Moore (9:38, első félidő)                |
| 1904. március 2.                     | Ottawa HC                   | Alf Smith-játékos          | Montréal Wanderers (FAHL)                        | 2 mérkőzés, több lőtt gól                                    |                                      |                                                 |
| 1904. március 9–11.                  | Ottawa HC                   | Alf Smith-játékos          | Brandon Wheat Cities (MNWHA)                     | 2 győzelemig tartó párharc                                   | 2–0                                  | Frank McGee (18:00, első félidő)                |
| 1905. január 13-16.                  | Ottawa HC (FAHL)            | Alf Smith-játékos          | Dawson City Nuggets                              | 2 győzelemig tartó párharc                                   | 2–0                                  | Rat Westwick (12:15, első félidő)               |
| 1905. március 3.                     | Ottawa HC (FAHL)            | Alf Smith-játékos          | 1905-ös FAHL-bajnok                              | 1905-ös FAHL-bajnok                                          | 1905-ös FAHL-bajnok                  | 1905-ös FAHL-bajnok                             |
| 1905. március 7–9-11.                | Ottawa HC (FAHL)            | Alf Smith-játékos          | Rat Portage Thistles (MHL)                       | 2 győzelemig tartó párharc                                   | 2–1                                  | Frank McGee                                     |
| 1906. február 27–28.                 | Ottawa HC (ECAHA)           | Alf Smith-játékos          | Queen's University (OHA)                         | 2 győzelemig tartó párharc                                   | 2–0                                  | Harvey Pulford (10:00, második félidő)          |
| 1906. március 6–8.                   | Ottawa HC (ECAHA)           | Alf Smith-játékos          | Smiths Falls HC(FAHL)                            | 2 győzelemig tartó párharc                                   | 2–0                                  | Frank McGee (17:45, első félidő)                |
| 1906. március 14–17.                 | Montréal Wanderers (ECAHA)  | Cecil Blachford-játékos    | Ottawa HC (ECAHA)                                | 2 mérkőzés, több lőtt gól (1906-os ECAHA-rájátszás)          | 12–10                                | Lester Patrick                                  |
| 1906. december 27–29.                | Montréal Wanderers (ECAHA)  | Cecil Blachford-játékos    | New Glasgow Cubs (MaHL)                          | 2 mérkőzés, több lőtt gól                                    | 17–5                                 |                                                 |
| 1907. január 21–23.                  | Kenora Thistles (MPHL)      | James Link                 | Montréal Wanderers (ECAHA)                       | 2 mérkőzés, több lőtt gól                                    | 12–8                                 | Roxy Beaudro                                    |
| 1907. március 16–18.                 | Kenora Thistles (MPHL)      | James Link                 | Brandon Wheat Cities (MPHL)                      | 2 győzelemig tartó párharc (1907-es MPHL-bajnokság)          | 2–0                                  | Fred Whitcroft (19:00, első félidő)             |
| 1907. március 23–25.                 | Montréal Wanderers (ECAHA)  | Lester Patrick (kapitány)  | Kenora Thistles (MPHL)                           | 2 mérkőzés, több lőtt gól                                    | 12–8                                 | Ernest "Moose" Johnson                          |
| 1908. január 9–13.                   | Montréal Wanderers (ECAHA)  | Cecil Blachford (kapitány) | Ottawa Victorias (FAHL)                          | 2 mérkőzés, több lőtt gól                                    | 22–4                                 | Frank Glass (25:00, első félidő, első mérkőzés) |
| 1908. március 7.                     | Montréal Wanderers (ECAHA)  | Cecil Blachford (kapitány) | 1908-as ECAHA-bajnok                             | 1908-as ECAHA-bajnok                                         | 1908-as ECAHA-bajnok                 | 1908-as ECAHA-bajnok                            |
| 1908. március 10–12.                 | Montréal Wanderers (ECAHA)  | Cecil Blachford (kapitány) | Winnipeg Maple Leafs (MPHL)                      | 2 mérkőzés, több lőtt gól                                    | 20–8                                 |                                                 |
| 1908. március 14.                    | Montréal Wanderers (ECAHA)  | Cecil Blachford (kapitány) | Toronto (OPHL)                                   | Egy mérkőzés döntött                                         | 6–4                                  | Ernest "Moose" Johnson                          |
| 1908. december 28–30.                | Montréal Wanderers (ECAHA)  | Cecil Blachford (kapitány) | Edmonton Hockey Club (AAHA)                      | 2 mérkőzés, több lőtt gól                                    | 13–10                                |                                                 |
| 1909. március 6.                     | Ottawa HC (ECHA)            | Pete Green                 | 1909-es ECHA-bajnok                              | 1909-es ECHA-bajnok                                          | 1909-es ECHA-bajnok                  | 1909-es ECHA-bajnok                             |
| 1910. január 5–7.                    | Ottawa HC (CHA)             | Pete Green                 | Galt HC (OPHL)                                   | 2 mérkőzés, több lőtt gól                                    | 15–4                                 | Bruce Ridpath (második félidő)                  |
| 1910. január 18–20.                  | Ottawa HC (NHA)             | Pete Green                 | Edmonton Hockey Club (AAHA)                      | 2 mérkőzés, több lőtt gól                                    | 21–11                                | Bruce Stuart (23:45, első félidő)               |
| 1910. március 9.                     | Montréal Wanderers (NHA)    | Frank Glass (kapitány)     | 1910-es NHA-bajnok                               | 1910-es NHA-bajnok                                           | 1910-es NHA-bajnok                   | 1910-es NHA-bajnok                              |
| 1910. március 12.                    | Montréal Wanderers (NHA)    | Frank Glass (kapitány)     | Berlin Dutchmen (OPHL)                           | Egyenes kiesés                                               | 7–3                                  | Harry Hyland (22:00, első félidő)               |
| 1911. március 10.                    | Ottawa HC (NHA)             | Pete Green                 | 1911-es NHA-bajnok                               | 1911-es NHA-bajnok                                           | 1911-es NHA-bajnok                   | 1911-es NHA-bajnok                              |
| 1911. március 13.                    | Ottawa HC (NHA)             | Pete Green                 | Galt HC (OPHL)                                   | Egyenes kiesés                                               | 7–4                                  | Marty Walsh (5:00, harmadik harmad)             |
| 1911. március 16.                    | Ottawa HC (NHA)             | Pete Green                 | Port Arthur Bearcats (New Ontario Hockey League) | Egyenes kiesés                                               | 13–4                                 | Marty Walsh (4:30, második harmad)              |
| 1912. március 5.                     | Québec Bulldogs (NHA)       | Charles Nollan             | 1912-es NHA-bajnok                               | 1912-es NHA-bajnok                                           | 1912-es NHA-bajnok                   | 1912-es NHA-bajnok                              |
| 1912. március 11–13.                 | Québec Bulldogs (NHA)       | Charles Nolan              | Moncton Victorias (MaPHL)                        | 2 győzelemig tartó párharc                                   | 2–0                                  | Joe Malone (18:00, első harmad)                 |
| 1913. március 5.                     | Québec Bulldogs (NHA)       | Joe Malone (kapitány)      | 1913-as NHA-bajnok                               | 1913-as NHA-bajnok                                           | 1913-as NHA-bajnok                   | 1913-as NHA-bajnok                              |
| 1913. március 8–10.                  | Québec Bulldogs (NHA)       | Joe Malone (kapitány)      | Sydney Millionaires (MaPHL)                      | 2 mérkőzés, több lőtt gól                                    | 20–5                                 |                                                 |
| 1914. március 7–11.                  | Toronto Hockey Club (NHA)   | Scotty Davidson (kapitány) | Montréal Canadiens (NHA)                         | 2 mérkőzés, több lőtt gól (1914-es NHA-bajnokság rájátszás)  | 6–2                                  | Scotty Davidson (2:00, harmadik harmad)         |
| 1914. március 14–17–19.              | Toronto Hockey Club (NHA)   | Scotty Davidson (kapitány) | Victoria Aristocrats (PCHA)                      | 5 győzelemig tartó párharc                                   | 3–0                                  | Harry Cameron (6:00, harmadik harmad)           |

## NHA/NHL vs. PCHA/WCHL/WHL korszak (1915–1926)
| Év   | Győztes csapat | Edző | Vesztes csapat | Edző | Mérkőzések | Győztes gól |
| ---- | --- | --- | --- | --- | --- | --- |
| 1915 | Vancouver Millionaires (PCHA) | Frank Patrick (játékos is) | Ottawa Senators (NHA) | Frank Shaughnessy (menedzser) | 3–0 | Barney Stanley (5:30, harmadik harmad)                                                                                                 |
| 1916 | Montréal Canadiens (NHA) | Newsy Lalonde (játékos is) | Portland Rosebuds (PCHA) | Edward Savage (menedzser.) | 3–2 | George Prodgers (17:20, harmadik harmad)                                                                                               |
| 1917 | Seattle Metropolitans (PCHA) | Pete Muldoon | Montréal Canadiens (NHA) | Newsy Lalonde (játékos is) | 3–1 | Bernie Morris (7:55, első harmad) |
| 1918 | Toronto Arenas (NHL) | Dick Carroll | Vancouver Millionaires (PCHA) | Frank Patrick (játékos is) | 3–2 | Corb Denneny (10:30, harmadik harmad)                                                                                                  |
| 1919 | Montréal Canadiens (NHL) vs. Seattle Metropolitans (PCHA) a döntőt törölték a spanyolnátha járvány miatt, a kupa nem került kiosztásra | Montréal Canadiens (NHL) vs. Seattle Metropolitans (PCHA) a döntőt törölték a spanyolnátha járvány miatt, a kupa nem került kiosztásra | Montréal Canadiens (NHL) vs. Seattle Metropolitans (PCHA) a döntőt törölték a spanyolnátha járvány miatt, a kupa nem került kiosztásra | Montréal Canadiens (NHL) vs. Seattle Metropolitans (PCHA) a döntőt törölték a spanyolnátha járvány miatt, a kupa nem került kiosztásra | Montréal Canadiens (NHL) vs. Seattle Metropolitans (PCHA) a döntőt törölték a spanyolnátha járvány miatt, a kupa nem került kiosztásra | Montréal Canadiens (NHL) vs. Seattle Metropolitans (PCHA) a döntőt törölték a spanyolnátha járvány miatt, a kupa nem került kiosztásra |
| 1920 | Ottawa Senators (NHL) | Pete Green | Seattle Metropolitans (PCHA) | Pete Muldoon | 3–2 | Jack Darragh (5:00, harmadik harmad)                                                                                                   |
| 1921 | Ottawa Senators (NHL) | Pete Green | Vancouver Millionaires (PCHA) | Frank Patrick (játékos is) | 3–2 | Jack Darragh (9:40, második harmad) |
| 1922 | Toronto St. Pats (NHL) | George O’Donoghue | Vancouver Millionaires (PCHA) | Frank Patrick (játékos is) | 3–2 | Babe Dye (4:20, első harmad) |
| 1923 | Ottawa Senators (NHL) | Pete Green | Edmonton Eskimos (WCHL) | Ken McKenzine | 2–0 | Punch Broadbent (11:23, első harmad)                                                                                                   |
| 1924 | Montréal Canadiens (NHL) | Léo Dandurand | Calgary Tigers (WCHL) | Eddie Oatman (játékos is) | 2–0 | Howie Morenz (4:55, első harmad) |
| 1925 | Victoria Cougars (WCHL) | Lester Patrick | Montréal Canadiens (NHL) | Léo Dandurand | 3–1 | Gizzy Hart (2:35, második harmad) |
| 1926 | Montréal Maroons (NHL) | Eddie Gerard | Victoria Cougars (WHL) | Lester Patrick | 3–1 | Nels Stewart (2:50, második harmad) |

## NHL (1927 óta)
| Év   | Győztes csapat                                     | Edző                                               | Vesztes csapat                                     | Edző                                               | Mérkőzések                                         | Győztes gól                                        | Conn Smythe-trófea győztes                         |
| ---- | -------------------------------------------------- | -------------------------------------------------- | -------------------------------------------------- | -------------------------------------------------- | -------------------------------------------------- | -------------------------------------------------- | -------------------------------------------------- |
| 1927 | Ottawa Senators (K)                                | Dave Gill                                          | Boston Bruins (A)                                  | Art Ross                                           | 2–0–2                                              | Cy Denneny (7:30, második harmad)                  |                                                    |
| 1928 | New York Rangers (A)                               | Lester Patrick (játékos is)                        | Montréal Maroons (K)                               | Eddie Gerard                                       | 3–2                                                | Frank Boucher (3:35, harmadik harmad)              |                                                    |
| 1929 | Boston Bruins (A)                                  | Cy Denneny (játékos is)                            | New York Rangers (A)                               | Lester Patrick                                     | 2–0                                                | Bill Carson (18:02, harmadik harmad)               |                                                    |
| 1930 | Montréal Canadiens (K)                             | Cecil Hart                                         | Boston Bruins (A)                                  | Art Ross                                           | 2–0                                                | Howie Morenz (1:00, második harmad)                |                                                    |
| 1931 | Montréal Canadiens (K)                             | Cecil Hart                                         | Chicago Black Hawks (A)                            | Dick Irvin                                         | 3–2                                                | Johnny Gagnon (9:59, második harmad)               |                                                    |
| 1932 | Toronto Maple Leafs (K)                            | Dick Irvin                                         | New York Rangers (A)                               | Lester Patrick                                     | 3–0                                                | Ace Bailey (15:07, harmadik harmad)                |                                                    |
| 1933 | New York Rangers (A)                               | Lester Patrick                                     | Toronto Maple Leafs (K)                            | Dick Irvin                                         | 3–1                                                | Bill Cook (7:34, hosszabbítás)                     |                                                    |
| 1934 | Chicago Black Hawks (A)                            | Tommy Gorman                                       | Detroit Red Wings (A)                              | Jack Adams                                         | 3–1                                                | Mush March (10:05, második hosszabbítás)           |                                                    |
| 1935 | Montréal Maroons (K)                               | Tommy Gorman                                       | Toronto Maple Leafs (K)                            | Dick Irvin                                         | 3–0                                                | Lawrence Northcott (16:18, második harmad)         |                                                    |
| 1936 | Detroit Red Wings (A)                              | Jack Adams                                         | Toronto Maple Leafs (K)                            | Dick Irvin                                         | 3–1                                                | Pete Kelly (9:45, harmadik harmad)                 |                                                    |
| 1937 | Detroit Red Wings (A)                              | Jack Adams                                         | New York Rangers (A)                               | Lester Patrick                                     | 3–2                                                | Marty Barry (19:22, első harmad)                   |                                                    |
| 1938 | Chicago Black Hawks (A)                            | Bill Stewart                                       | Toronto Maple Leafs (K)                            | Dick Irvin                                         | 3–1                                                | Carl Voss (16:45, második harmad)                  |                                                    |
| 1939 | Boston Bruins                                      | Art Ross                                           | Toronto Maple Leafs                                | Dick Irvin                                         | 4–1                                                | Roy Conacher (17:54, második harmad)               |                                                    |
| 1940 | New York Rangers                                   | Frank Boucher                                      | Toronto Maple Leafs                                | Dick Irvin                                         | 4–2                                                | Bryan Hextall (2:07, hosszabbítás)                 |                                                    |
| 1941 | Boston Bruins                                      | Cooney Weiland                                     | Detroit Red Wings                                  | Jack Adams                                         | 4–0                                                | Bobby Bauer (8:43, második harmad)                 |                                                    |
| 1942 | Toronto Maple Leafs                                | Hap Day                                            | Detroit Red Wings                                  | Jack Adams                                         | 4–3                                                | Pete Langelle (9:48, harmadik harmad)              |                                                    |
| 1943 | Detroit Red Wings                                  | Jack Adams                                         | Boston Bruins                                      | Art Ross                                           | 4–0                                                | Joe Carveth (12:09, első harmad)                   |                                                    |
| 1944 | Montréal Canadiens                                 | Dick Irvin                                         | Chicago Black Hawks                                | Paul Thompson                                      | 4–0                                                | Toe Blake (9:12, hosszabbítás)                     |                                                    |
| 1945 | Toronto Maple Leafs                                | Hap Day                                            | Detroit Red Wings                                  | Jack Adams                                         | 4–3                                                | Babe Pratt (12:14, harmadik harmad)                |                                                    |
| 1946 | Montréal Canadiens                                 | Dick Irvin                                         | Boston Bruins                                      | Dit Clapper                                        | 4–1                                                | Toe Blake (11:06, harmadik harmad)                 |                                                    |
| 1947 | Toronto Maple Leafs                                | Hap Day                                            | Montréal Canadiens                                 | Dick Irvin                                         | 4–2                                                | Ted Kennedy (14:39, harmadik harmad)               |                                                    |
| 1948 | Toronto Maple Leafs                                | Hap Day                                            | Detroit Red Wings                                  | Tommy Ivan                                         | 4–0                                                | Harry Watson (11:13, első harmad)                  |                                                    |
| 1949 | Toronto Maple Leafs                                | Hap Day                                            | Detroit Red Wings                                  | Tommy Ivan                                         | 4–0                                                | Cal Gardner (19:45, második harmad)                |                                                    |
| 1950 | Detroit Red Wings                                  | Tommy Ivan                                         | New York Rangers                                   | Lynn Patrick                                       | 4–3                                                | Pete Babando (8:31, második hosszabbítás)          |                                                    |
| 1951 | Toronto Maple Leafs                                | Joe Primeau                                        | Montréal Canadiens                                 | Dick Irvin                                         | 4–1                                                | Bill Barilko (2:53, hosszabbítás)                  |                                                    |
| 1952 | Detroit Red Wings                                  | Tommy Ivan                                         | Montréal Canadiens                                 | Dick Irvin                                         | 4–0                                                | Metro Prystai (6:50, első harmad)                  |                                                    |
| 1953 | Montréal Canadiens                                 | Dick Irvin                                         | Boston Bruins                                      | Lynn Patrick                                       | 4–1                                                | Elmer Lach (1:22, hosszabbítás)                    |                                                    |
| 1954 | Detroit Red Wings                                  | Tommy Ivan                                         | Montréal Canadiens                                 | Dick Irvin                                         | 4–3                                                | Tony Leswick (4:20, hosszabbítás)                  |                                                    |
| 1955 | Detroit Red Wings                                  | Jimmy Skinner                                      | Montréal Canadiens                                 | Dick Irvin                                         | 4–3                                                | Gordie Howe (19:49, második harmad)                |                                                    |
| 1956 | Montréal Canadiens                                 | Toe Blake                                          | Detroit Red Wings                                  | Jimmy Skinner                                      | 4–1                                                | Maurice Richard (15:08, második harmad)            |                                                    |
| 1957 | Montréal Canadiens                                 | Toe Blake                                          | Boston Bruins                                      | Milt Schmidt                                       | 4–1                                                | Dickie Moore (0:14, második harmad)                |                                                    |
| 1958 | Montréal Canadiens                                 | Toe Blake                                          | Boston Bruins                                      | Milt Schmidt                                       | 4–2                                                | Bernie Geoffrion (19:26, második harmad)           |                                                    |
| 1959 | Montréal Canadiens                                 | Toe Blake                                          | Toronto Maple Leafs                                | Punch Imlach                                       | 4–1                                                | Marcel Bonin (9:55, második harmad)                |                                                    |
| 1960 | Montréal Canadiens                                 | Toe Blake                                          | Toronto Maple Leafs                                | Punch Imlach                                       | 4–0                                                | Jean Béliveau (8:16, első harmad)                  |                                                    |
| 1961 | Chicago Black Hawks                                | Rudy Pilous                                        | Detroit Red Wings                                  | Sid Abel                                           | 4–2                                                | Ab McDonald (18:49, második harmad)                |                                                    |
| 1962 | Toronto Maple Leafs                                | Punch Imlach                                       | Chicago Black Hawks                                | Rudy Pilous                                        | 4–2                                                | Dick Duff (14:14, harmadik harmad)                 |                                                    |
| 1963 | Toronto Maple Leafs                                | Punch Imlach                                       | Detroit Red Wings                                  | Sid Abel                                           | 4–1                                                | Eddie Shack (13:28, harmadik harmad)               |                                                    |
| 1964 | Toronto Maple Leafs                                | Punch Imlach                                       | Detroit Red Wings                                  | Sid Abel                                           | 4–3                                                | Andy Bathgate (3:04, első harmad)                  |                                                    |
| 1965 | Montréal Canadiens                                 | Toe Blake                                          | Chicago Black Hawks                                | Billy Reay                                         | 4–3                                                | Jean Béliveau (0:14, első harmad)                  | Jean Béliveau                                      |
| 1966 | Montréal Canadiens                                 | Toe Blake                                          | Detroit Red Wings                                  | Sid Abel                                           | 4–2                                                | Henri Richard (2:20, hosszabbítás)                 | Roger Crozier                                      |
| 1967 | Toronto Maple Leafs                                | Punch Imlach                                       | Montréal Canadiens                                 | Toe Blake                                          | 4–2                                                | Jim Pappin (19:24, második harmad)                 | Dave Keon                                          |
| 1968 | Montréal Canadiens (K)                             | Toe Blake                                          | St. Louis Blues (Ny)                               | Scotty Bowman                                      | 4–0                                                | Jean-Claude Tremblay (11:40, harmadik harmad)      | Glenn Hall                                         |
| 1969 | Montréal Canadiens (K)                             | Claude Ruel                                        | St. Louis Blues (Ny)                               | Scotty Bowman                                      | 4–0                                                | John Ferguson, Sr. (3:02, harmadik harmad)         | Serge Savard                                       |
| 1970 | Boston Bruins (K)                                  | Harry Sinden                                       | St. Louis Blues (Ny)                               | Scotty Bowman                                      | 4–0                                                | Bobby Orr (0:40, hosszabbítás)                     | Bobby Orr                                          |
| 1971 | Montréal Canadiens (K)                             | Al MacNeil                                         | Chicago Black Hawks (Ny)                           | Billy Reay                                         | 4–3                                                | Henri Richard (2:34, harmadik harmad)              | Ken Dryden                                         |
| 1972 | Boston Bruins (K)                                  | Tom Johnson                                        | New York Rangers (K)                               | Emile Francis                                      | 4–2                                                | Bobby Orr (11:18, első harmad)                     | Bobby Orr                                          |
| 1973 | Montréal Canadiens (K)                             | Scotty Bowman                                      | Chicago Black Hawks (W)                            | Billy Reay                                         | 4–2                                                | Yvan Cournoyer (8:13, harmadik harmad)             | Yvan Cournoyer                                     |
| 1974 | Philadelphia Flyers (Ny)                           | Fred Shero                                         | Boston Bruins (K)                                  | Bep Guidolin                                       | 4–2                                                | Rick MacLeish (14:48, első harmad)                 | Bernie Parent                                      |
| 1975 | Philadelphia Flyers (NyF)                          | Fred Shero                                         | Buffalo Sabres (KF)                                | Floyd Smith                                        | 4–2                                                | Bob Kelly (0:11, harmadik harmad)                  | Bernie Parent                                      |
| 1976 | Montréal Canadiens (KF)                            | Scotty Bowman                                      | Philadelphia Flyers (NyF)                          | Fred Shero                                         | 4–0                                                | Guy Lafleur (14:18, harmadik harmad)               | Reggie Leach                                       |
| 1977 | Montréal Canadiens (KF)                            | Scotty Bowman                                      | Boston Bruins (KF)                                 | Don Cherry                                         | 4–0                                                | Jacques Lemaire (4:32, hosszabbítás)               | Guy Lafleur                                        |
| 1978 | Montréal Canadiens (KF)                            | Scotty Bowman                                      | Boston Bruins (KF)                                 | Don Cherry                                         | 4–2                                                | Mario Tremblay (9:20, első harmad)                 | Larry Robinson                                     |
| 1979 | Montréal Canadiens (KF)                            | Scotty Bowman                                      | New York Rangers (NyF)                             | Fred Shero                                         | 4–1                                                | Jacques Lemaire (1:02, második harmad)             | Bob Gainey                                         |
| 1980 | New York Islanders (NyF)                           | Al Arbour                                          | Philadelphia Flyers (NyF)                          | Pat Quinn                                          | 4–2                                                | Bob Nystrom (7:11, hosszabbítás)                   | Bryan Trottier                                     |
| 1981 | New York Islanders (NyF)                           | Al Arbour                                          | Minnesota North Stars (KF)                         | Glen Sonmor                                        | 4–1                                                | Wayne Merrick (5:37, első harmad)                  | Butch Goring                                       |
| 1982 | New York Islanders (KF)                            | Al Arbour                                          | Vancouver Canucks (NyF)                            | Roger Neilson                                      | 4–0                                                | Mike Bossy (5:00, második harmad)                  | Mike Bossy                                         |
| 1983 | New York Islanders (KF)                            | Al Arbour                                          | Edmonton Oilers (NyF)                              | Glen Sather                                        | 4–0                                                | Mike Bossy (12:39, első harmad)                    | Billy Smith                                        |
| 1984 | Edmonton Oilers (NyF)                              | Glen Sather                                        | New York Islanders (NyF)                           | Al Arbour                                          | 4–1                                                | Ken Linseman (0:38, második harmad)                | Mark Messier                                       |
| 1985 | Edmonton Oilers (NyF)                              | Glen Sather                                        | Philadelphia Flyers (KF)                           | Mike Keenan                                        | 4–1                                                | Paul Coffey (17:57, első harmad)                   | Wayne Gretzky                                      |
| 1986 | Montréal Canadiens (KF)                            | Jean Perron                                        | Calgary Flames (NyF)                               | Bob Johnson                                        | 4–1                                                | Bobby Smith (10:30, harmadik harmad)               | Patrick Roy                                        |
| 1987 | Edmonton Oilers (NyF)                              | Glen Sather                                        | Philadelphia Flyers (KF)                           | Mike Keenan                                        | 4–3                                                | Jari Kurri (14:59, második harmad)                 | Ron Hextall                                        |
| 1988 | Edmonton Oilers (NyF)                              | Glen Sather                                        | Boston Bruins (KF)                                 | Terry O’Reilly                                     | 4–0                                                | Wayne Gretzky (9:44, második harmad)               | Wayne Gretzky                                      |
| 1989 | Calgary Flames (NyF)                               | Terry Crisp                                        | Montréal Canadiens (KF)                            | Pat Burns                                          | 4–2                                                | Doug Gilmour (11:02, harmadik harmad)              | Al MacInnis                                        |
| 1990 | Edmonton Oilers (NyF)                              | John Muckler                                       | Boston Bruins (KF)                                 | Mike Milbury                                       | 4–1                                                | Craig Simpson (9:31, második harmad)               | Bill Ranford                                       |
| 1991 | Pittsburgh Penguins (KF)                           | Bob Johnson                                        | Minnesota North Stars (NyF)                        | Bob Gainey                                         | 4–2                                                | Ulf Samuelsson (2:00, első harmad)                 | Mario Lemieux                                      |
| 1992 | Pittsburgh Penguins (KF)                           | Scotty Bowman                                      | Chicago Blackhawks (NyF)                           | Mike Keenan                                        | 4–0                                                | Ron Francis (7:59, harmadik harmad)                | Mario Lemieux                                      |
| 1993 | Montréal Canadiens (KF)                            | Jacques Demers                                     | Los Angeles Kings (NyF)                            | Barry Melrose                                      | 4–1                                                | Kirk Muller (3:51, második harmad)                 | Patrick Roy                                        |
| 1994 | New York Rangers (KF)                              | Mike Keenan                                        | Vancouver Canucks (NyF)                            | Pat Quinn                                          | 4–3                                                | Mark Messier (13:29, második harmad)               | Brian Leetch                                       |
| 1995 | New Jersey Devils (KF)                             | Jacques Lemaire                                    | Detroit Red Wings (NyF)                            | Scotty Bowman                                      | 4–0                                                | Neal Broten (7:56, második harmad)                 | Claude Lemieux                                     |
| 1996 | Colorado Avalanche (NyF)                           | Marc Crawford                                      | Florida Panthers (KF)                              | Doug MacLean                                       | 4–0                                                | Uwe Krupp (4:31, harmadik hosszabbítás)            | Joe Sakic                                          |
| 1997 | Detroit Red Wings (NyF)                            | Scotty Bowman                                      | Philadelphia Flyers (KF)                           | Terry Murray                                       | 4–0                                                | Darren McCarty (13:02, második harmad)             | Mike Vernon                                        |
| 1998 | Detroit Red Wings (NyF)                            | Scotty Bowman                                      | Washington Capitals (KF)                           | Ron Wilson                                         | 4–0                                                | Martin Lapointe (2:26, második harmad)             | Steve Yzerman                                      |
| 1999 | Dallas Stars (NyF)                                 | Ken Hitchcock                                      | Buffalo Sabres (KF)                                | Lindy Ruff                                         | 4–2                                                | Brett Hull (14:51, harmadik hosszabbítás)          | Joe Nieuwendyk                                     |
| 2000 | New Jersey Devils (KF)                             | Larry Robinson                                     | Dallas Stars (NyF)                                 | Ken Hitchcock                                      | 4–2                                                | Jason Arnott (8:20, második hosszabbítás)          | Scott Stevens                                      |
| 2001 | Colorado Avalanche (NyF)                           | Bob Hartley                                        | New Jersey Devils (KF)                             | Larry Robinson                                     | 4–3                                                | Alex Tanguay (4:57, második harmad)                | Patrick Roy                                        |
| 2002 | Detroit Red Wings (NyF)                            | Scotty Bowman                                      | Carolina Hurricanes (KF)                           | Paul Maurice                                       | 4–1                                                | Brendan Shanahan (14:04, második harmad)           | Nicklas Lidström                                   |
| 2003 | New Jersey Devils (KF)                             | Pat Burns                                          | Mighty Ducks of Anaheim (NyF)                      | Mike Babcock                                       | 4–3                                                | Michael Rupp (2:22, második harmad)                | Jean-Sébastien Giguère                             |
| 2004 | Tampa Bay Lightning (KF)                           | John Tortorella                                    | Calgary Flames (NyF)                               | Darryl Sutter                                      | 4–3                                                | Ruszlan Fedotyenko (14:38, második harmad)         | Brad Richards                                      |
| 2005 | A szezon elmaradt a 2004–2005-ös NHL-lockout miatt | A szezon elmaradt a 2004–2005-ös NHL-lockout miatt | A szezon elmaradt a 2004–2005-ös NHL-lockout miatt | A szezon elmaradt a 2004–2005-ös NHL-lockout miatt | A szezon elmaradt a 2004–2005-ös NHL-lockout miatt | A szezon elmaradt a 2004–2005-ös NHL-lockout miatt | A szezon elmaradt a 2004–2005-ös NHL-lockout miatt |
| 2006 | Carolina Hurricanes (KF)                           | Peter Laviolette                                   | Edmonton Oilers (NyF)                              | Craig MacTavish                                    | 4–3                                                | František Kaberle (4:18, második harmad)           | Cam Ward                                           |
| 2007 | Anaheim Ducks (NyF)                                | Randy Carlyle                                      | Ottawa Senators (KF)                               | Bryan Murray                                       | 4–1                                                | Travis Moen (15:44, második harmad)                | Scott Niedermayer                                  |
| 2008 | Detroit Red Wings (NyF)                            | Mike Babcock                                       | Pittsburgh Penguins (KF)                           | Michel Therrien                                    | 4–2                                                | Henrik Zetterberg (7:36, harmadik harmad)          | Henrik Zetterberg                                  |
| 2009 | Pittsburgh Penguins (KF)                           | Dan Bylsma                                         | Detroit Red Wings (NyF)                            | Mike Babcock                                       | 4–3                                                | Maxime Talbot (10:07, második harmad)              | Jevgenyij Malkin                                   |
| 2010 | Chicago Blackhawks (NyF)                           | Joel Quenneville                                   | Philadelphia Flyers (KF)                           | Peter Laviolette                                   | 4–2                                                | Patrick Kane (4:06, hosszabbítás)                  | Jonathan Toews                                     |
| 2011 | Boston Bruins (KF)                                 | Claude Julien                                      | Vancouver Canucks (NyF)                            | Alain Vigneault                                    | 4–3                                                | Patrice Bergeron (14:37, első harmad)              | Tim Thomas                                         |
| 2012 | Los Angeles Kings (NyF)                            | Darryl Sutter                                      | New Jersey Devils (KF)                             | Peter DeBoer                                       | 4–2                                                | Jeff Carter (12:45, első harmad)                   | Jonathan Quick                                     |
| 2013 | Chicago Blackhawks (NyF)                           | Joel Quenneville                                   | Boston Bruins (KF)                                 | Claude Julien                                      | 4–2                                                | Dave Bolland (19:01, harmadik harmad)              | Patrick Kane                                       |
| 2014 | Los Angeles Kings (NyF)                            | Darryl Sutter                                      | New York Rangers (KF)                              | Alain Vigneault                                    | 4–1                                                | Alec Martinez (14:43, második hosszabbítás)        | Justin Williams                                    |
| 2015 | Chicago Blackhawks (NyF)                           | Joel Quenneville                                   | Tampa Bay Lightning (KF)                           | Jon Cooper                                         | 4–2                                                | Duncan Keith (17:13, második harmad)               | Duncan Keith                                       |
| 2016 | Pittsburgh Penguins (KF)                           | Mike Sullivan                                      | San Jose Sharks (NyF)                              | Peter DeBoer                                       | 4–2                                                | Kris Letang (7:46, második harmad)                 | Sidney Crosby                                      |
| 2017 | Pittsburgh Penguins (KF)                           | Mike Sullivan                                      | Nashville Predators (NyF)                          | Peter Laviolette                                   | 4–2                                                | Patric Hörnqvist (18:25, harmadik harmad)          | Sidney Crosby                                      |
| 2018 | Washington Capitals (KF)                           | Barry Trotz                                        | Vegas Golden Knights (NyF)                         | Gerard Gallant                                     | 4–1                                                | Lars Eller (12:23, harmadik harmad)                | Alekszandr Ovecskin                                |
| 2019 | St. Louis Blues (NyF)                              | Craig Berube                                       | Boston Bruins (KF)                                 | Bruce Cassidy                                      | 4–3                                                | Alex Pietrangelo (19:52, első harmad)              | Ryan O’Reilly                                      |
| 2020 | Tampa Bay Lightning (KF)                           | Jon Cooper                                         | Dallas Stars (NyF)                                 | Rick Bowness                                       | 4–2                                                | Brayden Point (12:23, első harmad)                 | Victor Hedman                                      |
| 2021 | Tampa Bay Lightning (KF)                           | Jon Cooper                                         | Montréal Canadiens (NyF)                           | Dominique Ducharme                                 | 4–1                                                | Ross Colton (13:27, második harmad)                | Andrej Vaszilevszkij                               |
| 2022 | Colorado Avalanche (NyF)                           | Jared Bednar                                       | Tampa Bay Lightning (KF)                           | Jon Cooper                                         | 4–2                                                | Artturi Lehkonen (12:28, második harmad)           | Cale Makar                                         |
| 2023 | Vegas Golden Knights (NyF)                         | Bruce Cassidy                                      | Florida Panthers (KF)                              | Paul Maurice                                       | 4–1                                                | Reilly Smith (12:13, második harmad)               | Jonathan Marchessault                              |
| 2024 | Florida Panthers (KF)                              | Paul Maurice                                       | Edmonton Oilers (NyF)                              | Kris Knoblauch                                     | 4–3                                                | Sam Reinhart (15:11, 2. harmad)                    | Connor McDavid                                     |